# Power Quest
Power Quest – zespół muzyczny z Wielkiej Brytanii grający power metal, działający w latach 2001–2023.

## Muzycy
Ostateczny skład zespołu
- Steve Williams – instrumenty klawiszowe (2001–2023)
- Rich Smith – perkusja (2009–2023)
- Ashley Edison – śpiew (2016–2023)
- Glyn Williams (2017–2023)
- George Karafotis – gitara (2018–2023)
- Bradley Edison – gitara basowa (2018–2023)

Byli członkowie zespołu
- Ian Samuel "Sam" Totman – gitara (2001–2003)
- Adam Bickers – gitara (2001–2003)
- Steve Scott – gitara basowa (2001–2009)
- Alessio Garavello – śpiew, gitara (2001–2009)
- André Bargmann – perkusja (2003–2005)
- Andrea Martongelli – gitara (2003–2009)
- Francesco Tresca – perkusja (2005–2009)
- Bill Hudson – gitara (2008–2009)
- Paul Finnie – gitara basowa (2009−2018)
- Ben Randall – gitara (2009–2010)
- Andrew Midgley – gitara (2009–2013)
- Pete Morten – śpiew (2009–2010)
- Oliver Holzwarth – gitara basowa (2009)
- Gavin "Gio" Owen – gitara (2010–2017)
- Chitral "Chity" Somapala – śpiew (2010–2011)
- Colin Callanan – śpiew (2011–2013)
- Dan Owen – gitara (2016–2017)
- Andrew Kopczyk – gitara (2017–2018)

## Dyskografia
- Power Quest (2001, demo, wydanie własne)
- Promo 2002 (2002, EP, wydanie własne)
- Wings of Forever (2002, Underground Symphony Records)
- Neverworld (2003, Now & Then Records)
- Magic Never Dies (2005, Majestic Rock Records)
- Master of Illusion (2008, Napalm Records)
- Blood Alliance (2011, Napalm Records, Marquee/Avalon)
- Sixth Dimension (2017, Inner Wound Recordings)[4]